# Aromatiska kolväten
Inom organisk kemi är aromatiska kolväten kolväten som uppvisar aromaticitet, de har minst en aromatisk ring. De har fått sitt gemensamma namn eftersom många av dessa kemiska föreningar avger särpräglade dofter. Men aromatiska kolväten är också mycket ohälsosamma att andas in, tex är bensen giftigt och cancerframkallande. Bensen, C6H6 är den enklaste aromatiska kolvätet. Andra enkla arener är naftalen, toluen och xylen.
I dessa kolväten finns elektroner som inte binder till någon specifik atom.
| bensen | toluen | antracen |
| ------ | ------ | -------- |
|        |        |          |

Mono- och polycykliska aromatiska kolväten kallas generellt arener. Arener används som lösningsmedel, och för framställning av plaster, färgämnen och läkemedel. De går att ombilda till naftener (cykloalkaner) genom hydrogenering.
Aromatiska kolväten är ofta klassade som både giftiga och cancerogena. Polycykliska aromatiska kolväten, till exempel antracen, är av intresse inom miljökemin.